# Magyar dinoszauruszkutató expedíció
A magyar dinoszauruszkutató expedíció (vagy magyar dinoszauruszkutató csoport). A magyarországi paleontológiai kutatások mezozoikumi részterületével foglalkozik. Pontosabban a hazánkban található triász, jura, kréta időszakban lerakódott üledékekben található élőlények maradványait tanulmányozza. Ezen belül is főként a gerinces állatok maradványaira fekteti a hangsúlyt.

## Története

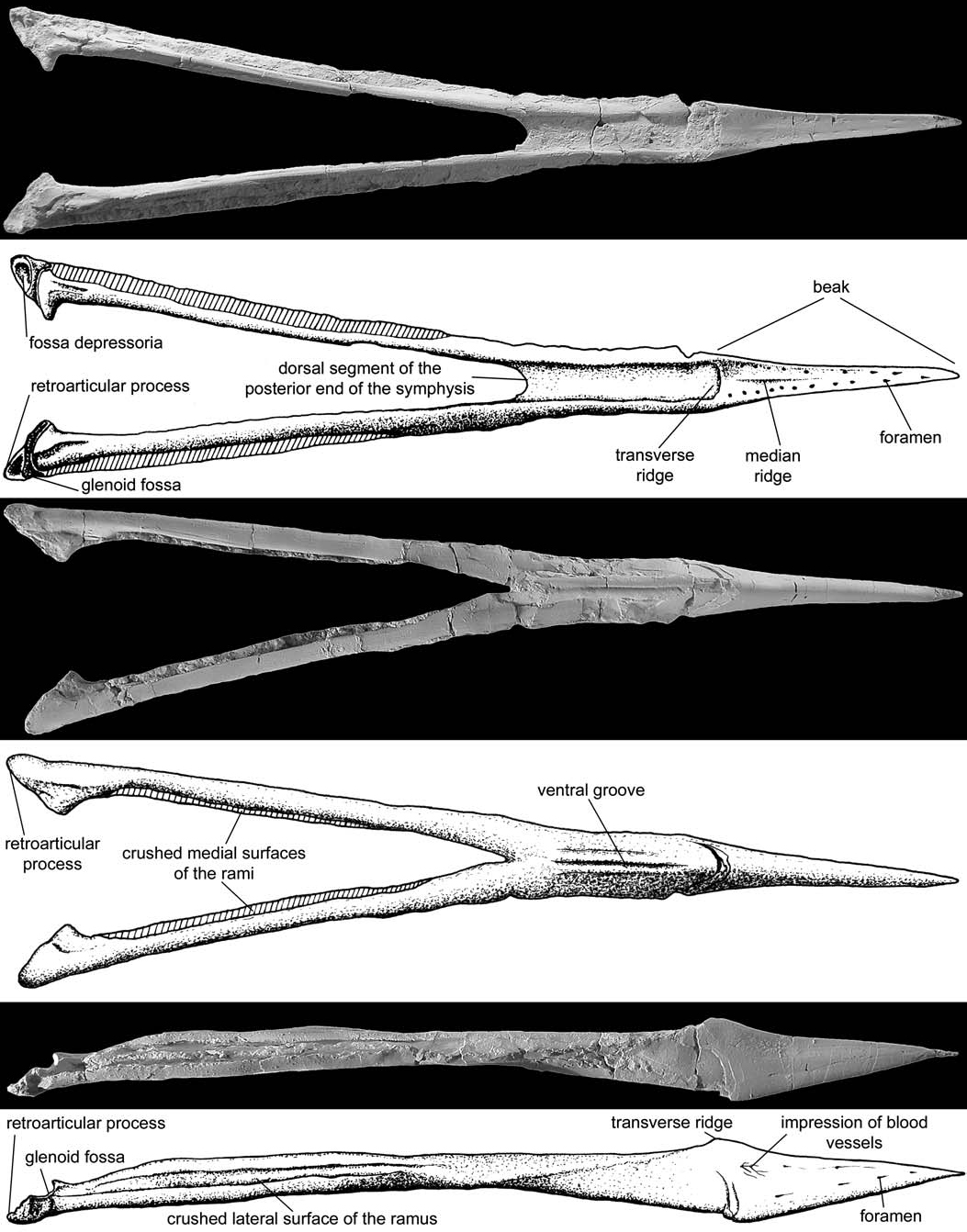
Az Iharkúton talált repülő hüllő, a Bakonydraco galaczi maradványai

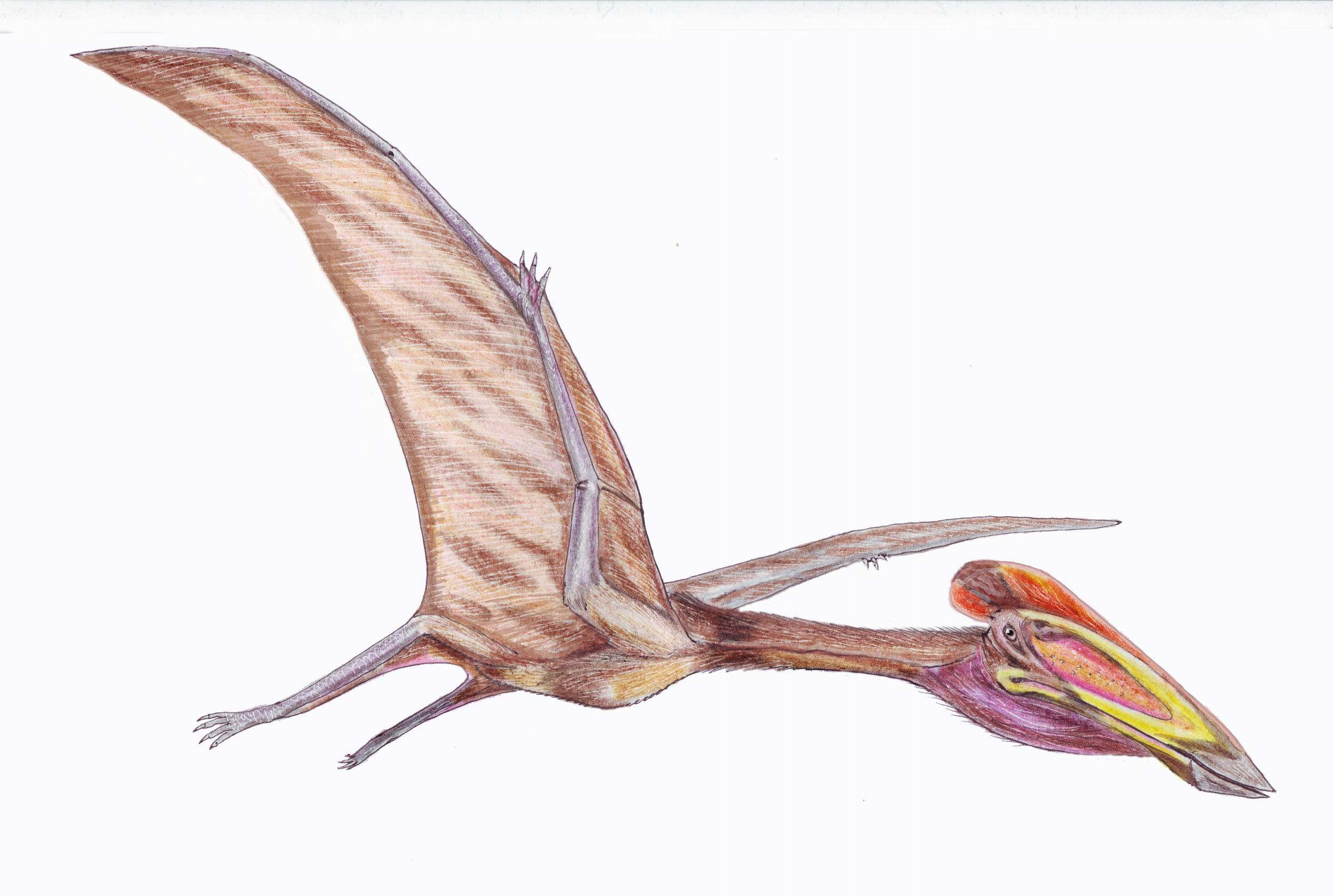
A Bakonydraco galaczi rajza

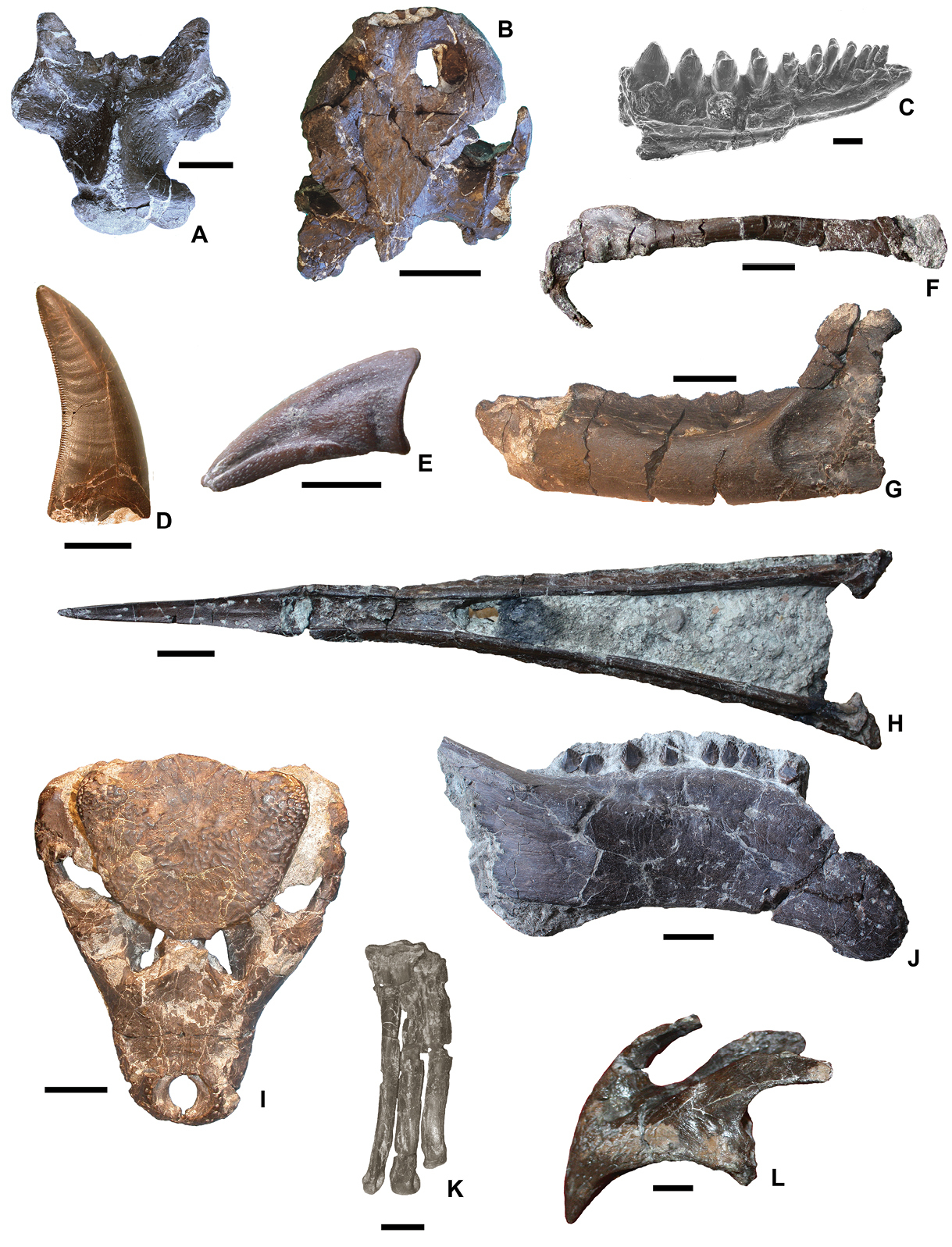
Képek az expedíció leletanyagából

A paleontológia, azon belül is a gerinces őslénytan a felfedező kutatások egyik legérdekesebb ágának tekinthető, mely nemcsak dinoszauruszokkal, hanem a hazai mezozoikumi gerinces lelőhelyek élővilágával is  foglalkozik. A kutatócsoport tagjai végzik a lelőhelyekről előkerült ősmaradványok tudományos feldolgozását, dokumentálását, szaklapokban történő leközlését is, eredményeiket konferenciákon tárják a hazai, illetve nemzetközi tudományos közönség elé.
A földtörténeti középkorból (mezozoikum) a történelmi Magyarország területéről az első leletek a 19. század vége körül kerültek elő Erdélyből, a Hátszegi-medence területéről, melyek gazdag, késő kréta korú szárazföldi gerinces leletekből álltak, melyek kutatását a világhírű (és tragikus sorsú) báró Nopcsa Ferenc kezdte el, és a munkát az erdélyi magyar és román kollégák máig folytatják.
A mai Magyarország területéről azonban mezozoikumi szárazföldi gerincesek maradványai sokáig szinte ismeretlenek voltak. Ez részben annak is köszönhető, hogy hazánk területén a mezozoikumban uralkodóan tengeri üledékek rakódtak le. Ismeretes néhány szórványlelet a mezozoikumi üledékekből, ezek azonban szinte kizárólag tengeri gerincesek maradványai voltak, melyek közül leghíresebbek talán a veszprémi Jeruzsálem-hegy felső-triász rétegeiből előkerült Placochelys placodonta maradványai, melyekre Laczkó Dezső tanár bukkant 1901-ben majd 1902-ben.
Az első dinoszauruszokra utaló nyomokat 1966-ban a mecseki kőszénbányák területén Wein György geológus fedezte fel. Az itt talált lábnyomokat 1983-ban Kordos László paleontológus írt le Komlosaurus carbonis néven, majd 1988-ban terepgyakorlaton résztvevő geológus hallgatók és tanáraik hasonló nyomok egész összefüggő sorozatait találták meg és gyűjtötték be.
2000-ig a mai magyarországi mezozoikumból gyakorlatilag nem volt ismert gazdag kontinentális gerinces lelőhely. 2000 tavaszán aztán hosszas előzetes információgyűjtés és kutatás után az Iharkút Németbánya területén létrejött hatalmas külszíni fejtések, amelyeken 50-60 méter vastagságú, kréta kori szárazföldi rétegsorok is voltak a kutatók figyelmét is felkeltette. A területen az első csontokra az akkoriban az ELTE geológushallgatója, Ősi Attila bukkant rá. Azóta az ő vezetésével minden nyáron többhetes ásatás keretében gyűjtenek újabbnál újabb maradványokat a főleg egyetemi hallgatókból álló expedíciók. Ezen felső kréta kori folyóvízi üledékeiből kerültek elő az első dinoszaurusz-testfosszíliák a mai Magyarország területén. 2010-re a Magyar Természettudományi Múzeum és az ELTE Őslénytani Tanszékének munkatársai által végzett ásatások nyomán már egy teljes szárazföldi gerinces fauna vált ismertté a lelőhelyről. Ez a bakonyi dinoszaurusz-lelőhely hazánkban egyedülálló. 2000 óta a dinoszauruszok mellett egy teljes mezozoos szárazföldi gerinces faunát tártak itt fel a kutatók. A lelőhely több, korábban ismeretlen új nemmel büszkélkedhet, mint például a Hungarosaurus (páncélos dinoszaurusz, egyetlen faja a Hungarosaurus tormai), az Iharkutosuchus (növényevő krokodil, egyetlen faja az Iharkutosuchus makadii) és a Bakonydraco (repülő hüllő, egyetlen faja a Bakonydraco galaczi).
A begyűjtött leletek alapján legalább 30 különböző gerinces állatfaj, köztük halak, kétéltűek, gyíkok, teknősök, krokodilok, dinoszauruszok, pteroszauruszok és madarak maradványai kerültek elő. A gerinces fosszíliák mellett rengeteg lelet tanúskodik az egykori növény- és gerinctelen élővilágról is. Ezek kagylók, csigák maradványai, megszenesedett fatörzsek, levéllenyomatok, kövült magvak, pollenek és borostyánszemcsék, bennük a legváltozatosabb rovarzárványokkal. Ezek ismerete elengedhetetlen abból a szempontból, hogy minél pontosabban feltérképezhető és rekonstruálható legyen azt a 85 millió évvel ezelőtti világ, ahol, többek között, a bakonyi dinoszauruszok is éltek.

## Leírt új fajok
A kutatócsoport tagjai által felfedezett, a tudomány számára új fajok többsége az iharkúti késő kréta korú dinoszaurusz lelőhelyről származik, de néhány más területről is írtak le új taxonokat.
Iharkúti lelőhely:
- Ajkaceratops kozmai (Dinoszaurusz)
- Bakonybatrachus fedori (Béka)
- Bakonydraco galaczi (Pteroszaurusz)
- Bauxitornis mindszentyae (Enantiornithes madár)
- Chromatogenys tiliquoides (Gyík)
- Distortodon rhomboideus (Gyík)
- Foxemys trabanti (Teknős)
- Hungarobatrachus szukacsi (Béka)
- Hungarosaurus tormai (Dinoszaurusz)
- Iharkutosuchus makadii (Krokodil)
- Mochlodon vorosi (Dinoszaurusz)
- Pannoniasaurus inexpectatus (Moszaszaurusz)
- Pelsochamops infrequens (Gyík)
- Pneumatoraptor fodori (Dinoszaurusz)

Ajkai lelőhely:
- Hungarosilia verdesi (pók)[2]
- Ajkaelater merkli (pattanóbogár)[3]
- Alienopterix santonicus (csótány)[4]
- Ajkanesia harmincipsziloni (darázs)[5]
- Amissidigitus belai (darázs)[5]
- Spathiopteryx soosi (darázs)[5]

Egyéb lelőhely:
- Dortoka vremiri (teknős) Erdélyből.[6]
- Magyarosuchus fitosi (Tengeri krokodil) a Gerecséből.[7]
- Strophodus dunaii (Cápa)[8]